# Roger Vanmeerbeek
Roger Vanmeerbeek (Kraainem, 30 november 1935) is een Belgisch voormalig badmintonner en oriëntatieloper.

## Levensloop
Vanmeerbeek werd in 1966, 1967 en 1969 Belgisch kampioen. Samen met Herman Moens won hij daarnaast het BK bij de 'heren dubbel' van 1964 tot en met 1975 en met June Jacques werd hij in 1970 Belgisch kampioen in de 'gemengd dubbel'. In 1969 won hij met haar tevens de Zwitsers Open in het 'gemengd dubbel'.
Van beroep was hij actief bij het Belgisch leger als kolonel bij de luchtmacht. Daarnaast was hij van 1977 tot 2004 lid van de raad van bestuur van het BOIC. Tevens was hij er voorzitter van het directiecomité 'competitiesport' en lid van de 'Commissie Ethiek'.  Ook begeleidde hij drie missies van de Olympische Spelen (te Albertville in 1992, te Lillehammer in 1994 en te Sydney in 2000) en op 22 juni 2004 droeg hij de Olympische vlag door Brussel. Ook is hij voorzitter van het 'Belgian Internationals Golfers Team' (BIGT).
In 1980 gaf Vanmeerbeek het boek Badminton Totale Sport / Badminton Sport Total uit en in 2012 behaalde hij een doctoraat in de kinesiologie aan de KU Leuven. In 2016 gaf hij Van het sportveld naar het slagveld uit en in 2018 volgde Belgische sportmannen in de Tweede Wereldoorlog. In 1990 kreeg hij de 'Meritorious Service Award' van de  International Badminton Federation (IBF) en in 2023 ontving hij de Orde van Verdienste van het BOIC.
Hij is de vader van Michel Vanmeerbeek, die eveneens sportief actief was in het golf.